# Amerikansk ekorrsvingel
Amerikansk ekorrsvingel (Vulpia octoflora) är en gräsart som först beskrevs av Thomas Walter, och fick sitt nu gällande namn av Per Axel Rydberg. Enligt Catalogue of Life ingår Amerikansk ekorrsvingel i släktet ekorrsvinglar och familjen gräs, men enligt Dyntaxa är tillhörigheten istället släktet ekorrsvinglar och familjen gräs. Arten förekommer tillfälligt i Sverige, men reproducerar sig inte. Inga underarter finns listade i Catalogue of Life.

## Bildgalleri

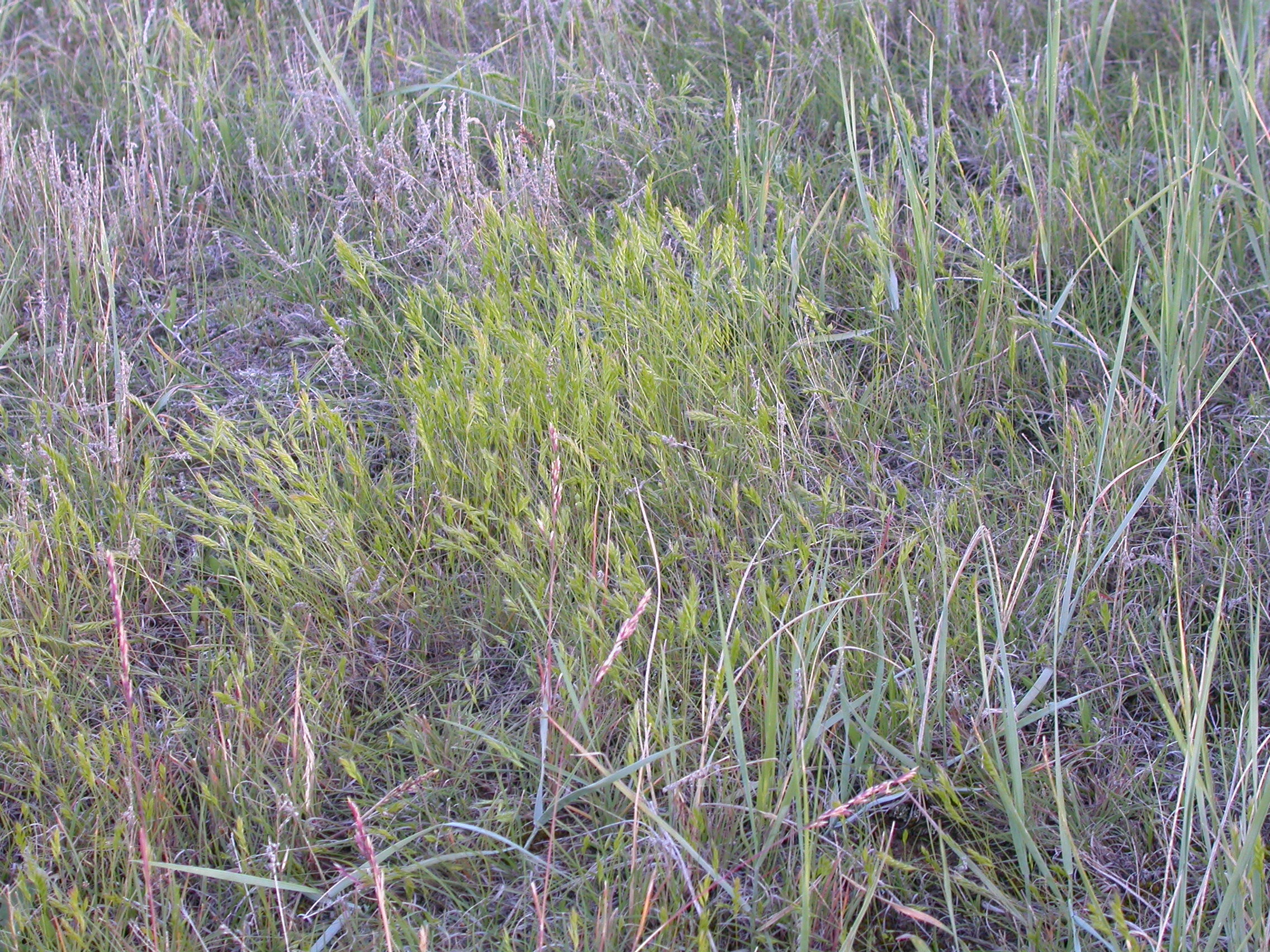
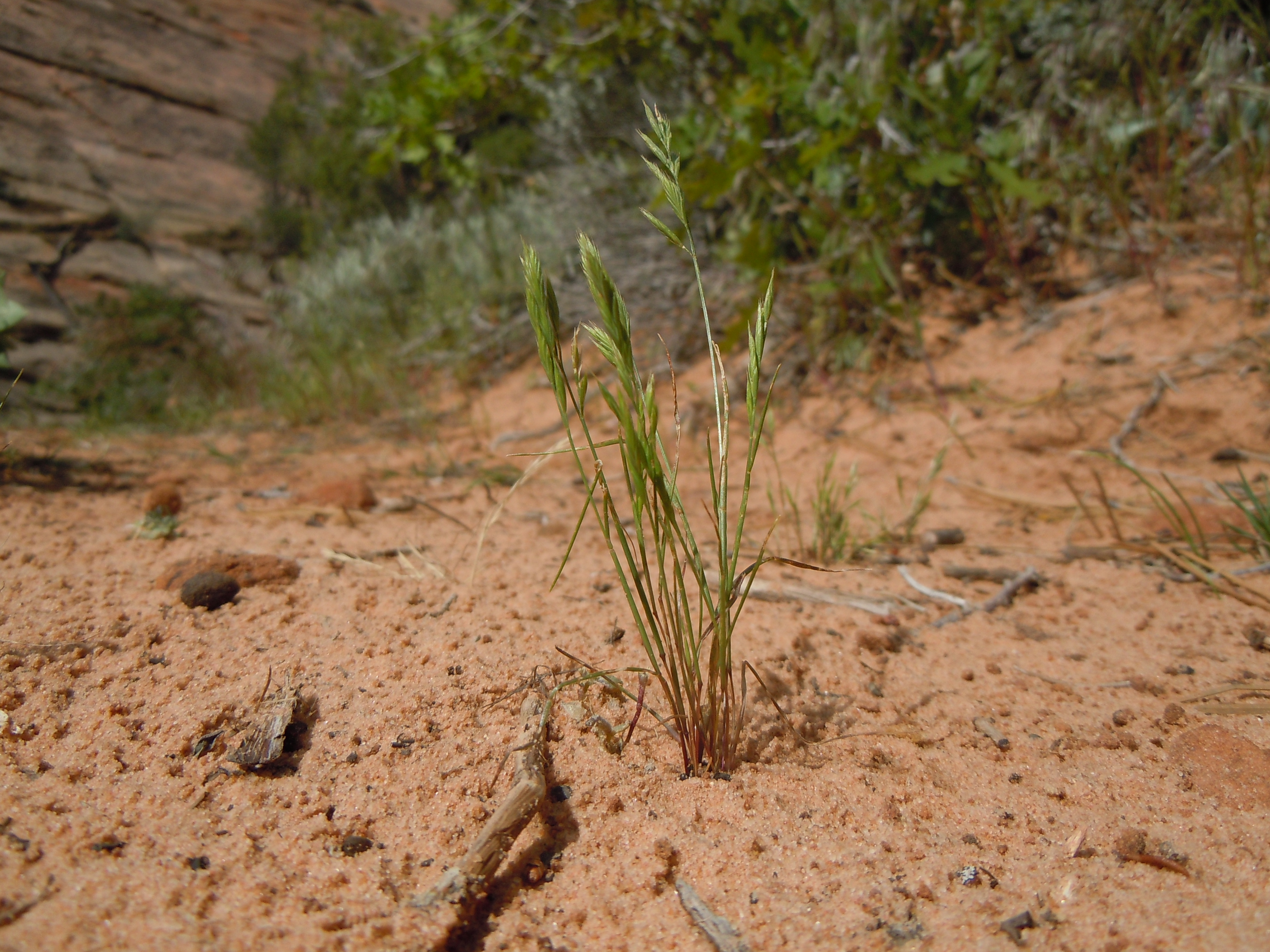
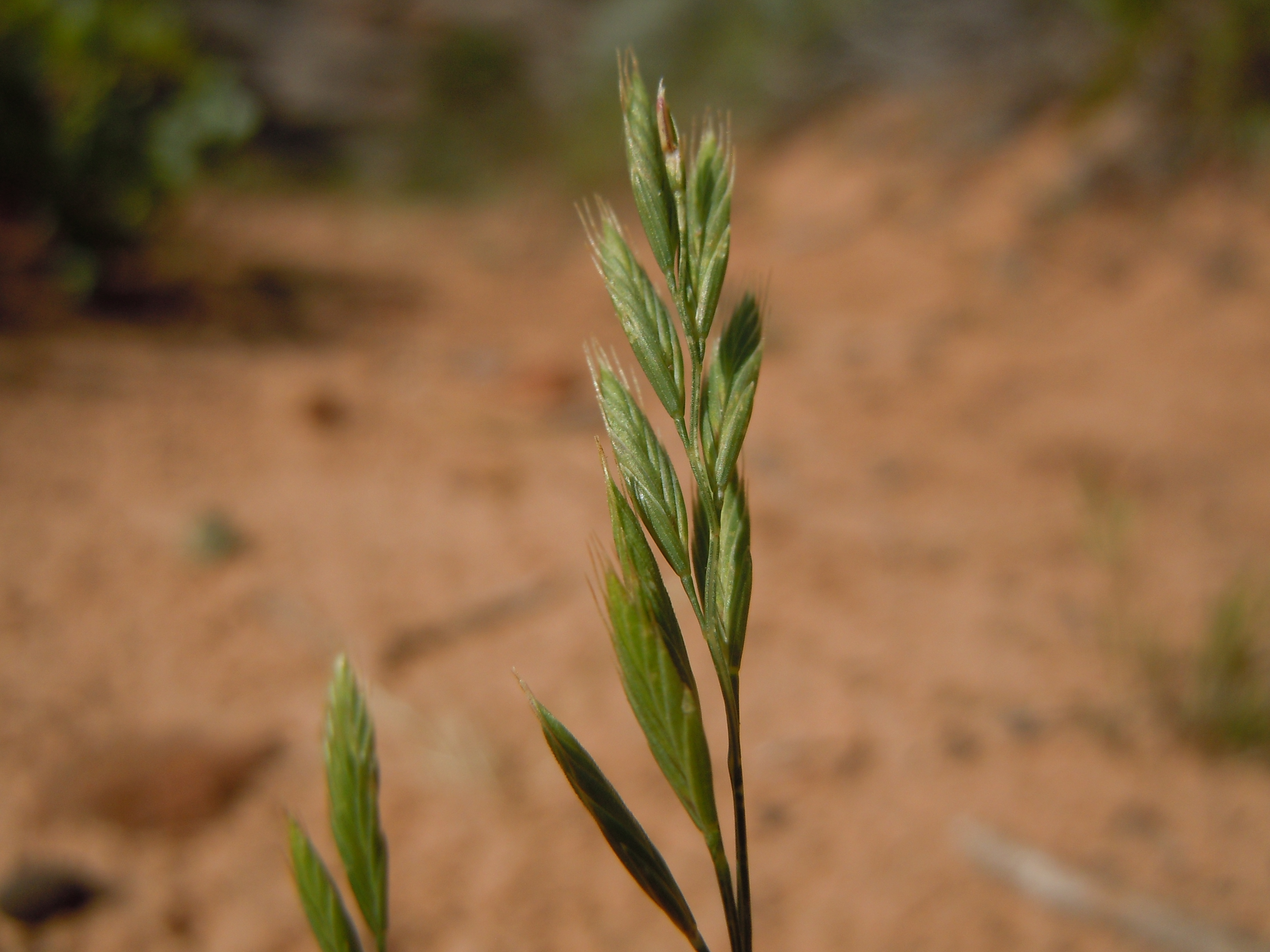
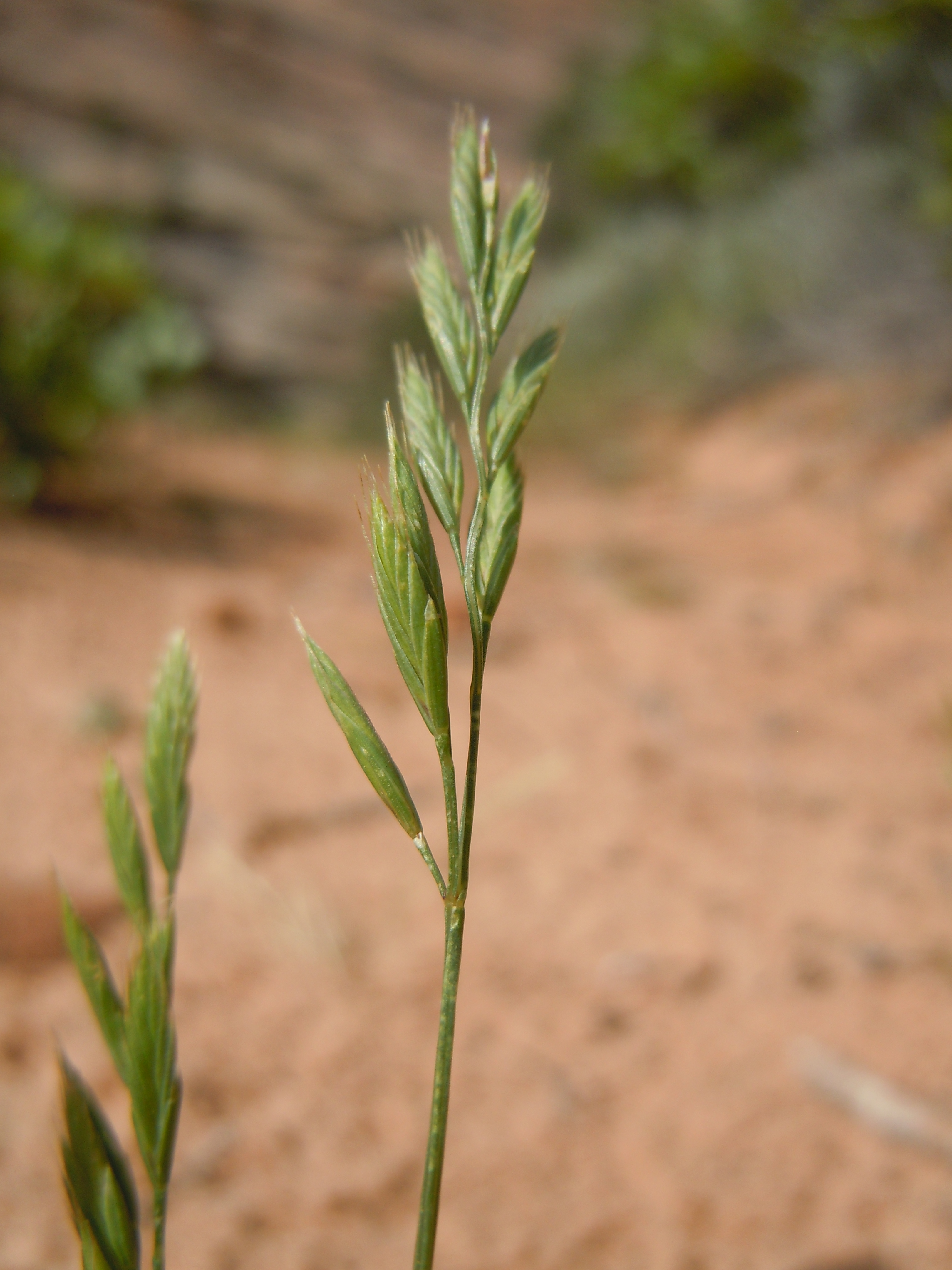